# Oswald Dutch
Oswald O. Dutch, eigentlich Otto Erich Deutsch (geboren 17. Dezember 1894 in Wien, Österreich-Ungarn; gestorben 2. Februar 1983 in London), war ein österreichisch-britischer Journalist und Schriftsteller. Er ist nicht zu verwechseln mit dem Wiener Musikwissenschaftler Otto Erich Deutsch.

## Leben und Wirken
Otto Deutsch wuchs in Wien auf, wo er nach dem Schulbesuch Rechtswissenschaften, Wirtschaft, Philosophie und Musikwissenschaft studierte. Während des Ersten Weltkriegs war er als Soldat beim Militärgericht Wien eingesetzt. Nach der Promotion im Jahre 1921 arbeitete Deutsch als Journalist für verschiedene Wiener Zeitungen und für deutschsprachige Blätter in Prag.
Als Gegner des Nationalsozialismus floh Deutsch nach dem Anschluss Österreichs im Frühjahr 1938 über die Schweiz nach Großbritannien, wo er sich in London niederließ. Dort veröffentlicht er in den folgenden Jahren unter dem Pseudonym Oswald Dutch eine Reihe von Sachbüchern über das politische Zeitgeschehen, so unter anderem ein Buch über den Anschluss Österreichs an das Deutsche Reich, eine kritische Biographie über Franz von Papen – zu der Papens alter Gegner Franz von Rintelen ein Vorwort beisteuerte – sowie einen  Sammelband mit biographischen Skizzen der „12 wichtigsten Männer Hitler-Deutschlands“, die Deutsch/Dutch als „Hitlers 12 Apostel“ charakterisierte. Das zuletzt genannte Buch fand nachweislich auch Beachtung durch die von Martin Bormann geleitete Parteikanzlei der NSDAP.
Nach dem Zweiten Weltkrieg war Dutch von 1946 bis 1949 Direktor des O.R.T.-Programms zur Ausbildung der Displaced Persons in Deutschland, Österreich und Italien. Danach arbeitete er als Wirtschaftsjournalist unter anderem für die BBC und den ORF.

## Schriften (Auswahl)
- Thus Died Austria. Edward Arnold & Co., London 1938.
- Germany’s Next Aims. Arnold, London 1939.
- Hitler’s Twelve Apostles. Arnold, New York 1940.
  - Les 12 Apôtres d’Hitler. Traduit de l’anglais par Gilles Baratier. éditions Corrêa, Paris 1940.
- The Errant Diplomat. The Life of Franz von Papen. AMS Press, New York 1983, ISBN 0-404-16928-7 (Nachdruck der Ausg. London 1940).
- Economic Peace Aims. A Basis for Discussion. Arnold Books, London 1941.
- Pall over Europe. Gollancz, London 1942.